# Анатыш
Анатыш — село в Рыбно-Слободском районе Республики Татарстан России. Административный центр Анатышского сельского поселения. Население — 642 жителя на 2000 год.
Село расположено на реке Бетька, высота центра селения над уровнем моря — 81 м. В селе действует церковь Богоявления Господня 1903 года постройки.